# Rock the House
"Rock the House" é uma canção da banda virtual Gorillaz, lançada como terceiro single do álbum de mesmo nome em outubro de 2001. Foi escrito por 2D, Murdoc, Del Tha Funkee Homosapien, Dan the Automator e John Dankworth.

## Faixas
CD1
1. "Rock the House"
2. "The Sounder" (edit)
3. "Faust"
4. "Rock the House" (enhanced video)

CD2
1. "Rock the House"
2. "Ghost Train"
3. "19-2000"
4. "19-2000" (enhanced video)

Cassette
1. "Rock the House"
2. "The Sounder" (edit)
3. "Ghost Train"

## Vídeo
A animação da canção, feita em 2D e 3D, foi dirigida por Jamie Hewlett e Pete Candeland.
Ele começa com o portão do Kong Studios, o estúdio musical fictício onde os Gorillaz fazem seus álbuns. Depois, um triciclo de brinquedo leva o espectador até uma sala onde a banda toca. Após uma névoa branca surgir e fazer Russel desmaiar, o chão se torna o fantasma de Del, que se levanta e atira os músicos no chão. De trás dele, uma série de armas atiram bolas de bilhar nele, mas ele as evita enquanto que gorilas femininas infláveis montam um time de líderes de torcida.
Os membros também são atingidos pelas bolas, inclusive Russel, que volta a si. A cena final é a mesma que a inicial, mas exibida ao contrário.